# Chenghai
Chenghai, tidigare romaniserat Tenghai, är ett stadsdistrikt i staden Shantou i provinsen Guangdong i sydöstra Kina.
Chenghai är indelat i tre stadsdelsdistrikt och åtta köpingar.
Stadsdelsdistrikt (jiedao):

- Chenghua (澄华街道)
- Fengxiang (凤翔街道)
- Guangyi (广益街道)

Köpingar (zhen):

- Dongli (东里镇)
- Lianhua (莲华镇)
- Lianshang (莲上镇)
- Lianxia (莲下镇)
- Longdu (隆都镇)
- Shanghua (上华镇)
- Xinan (溪南镇)
- Yanhong (盐鸿镇)